# Logistiek

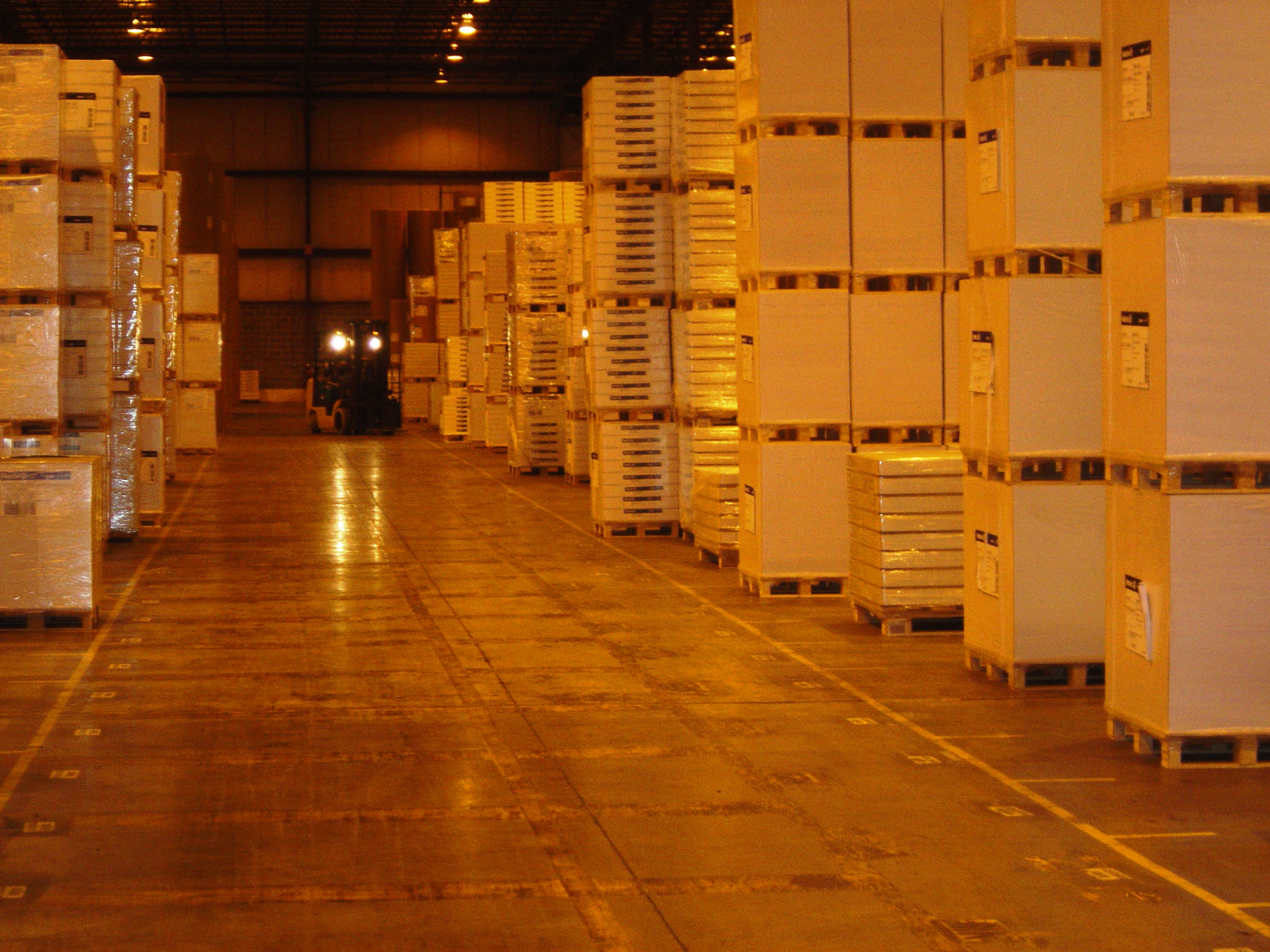
Opslag valt onder logistiek.

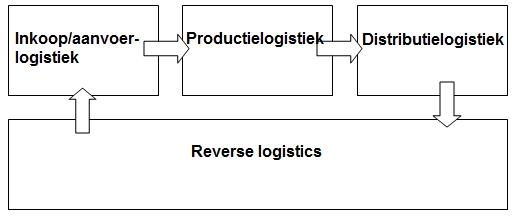
Terminologie goederenstroom

Logistiek is het plannen, besturen en uitvoeren van de goederenstroom, en de wetenschap hierover. Dit begint vanaf de ontwikkeling en inkoop van een product, via productie en distributie naar de eindafnemer, en heeft als doel om tegen optimale kosten en kapitaalgebruik te voldoen aan de behoeften van de markt. Tevens rekent men ook de omgekeerde goederenstroom logistics tot het domein logistiek. Er is een sterke relatie met het begrip Supply chain management (SCM). Logistiek beperkt zich vaak tot het deel van de goederenketen wat een bedrijf of organisatie beheert, bij Supply Chain Management zijn vaak meerdere partijen betrokken die gezamenlijk het eindproduct voortbrengen.
Een korte definitie van logistiek is: Het juiste product, in de juiste hoeveelheid, in de juiste staat, op de juiste plaats, op de juiste tijd, bij de juiste klant, tegen de juiste prijs krijgen.
Het gaat hierbij om het vinden van een evenwicht tussen vaak moeilijk verenigbare doelstellingen: enerzijds is kostenminimalisatie of een laag kapitaalgebruik gewenst, anderzijds wordt gestreefd naar maximalisatie van de klantenservice.

## Historische achtergrond

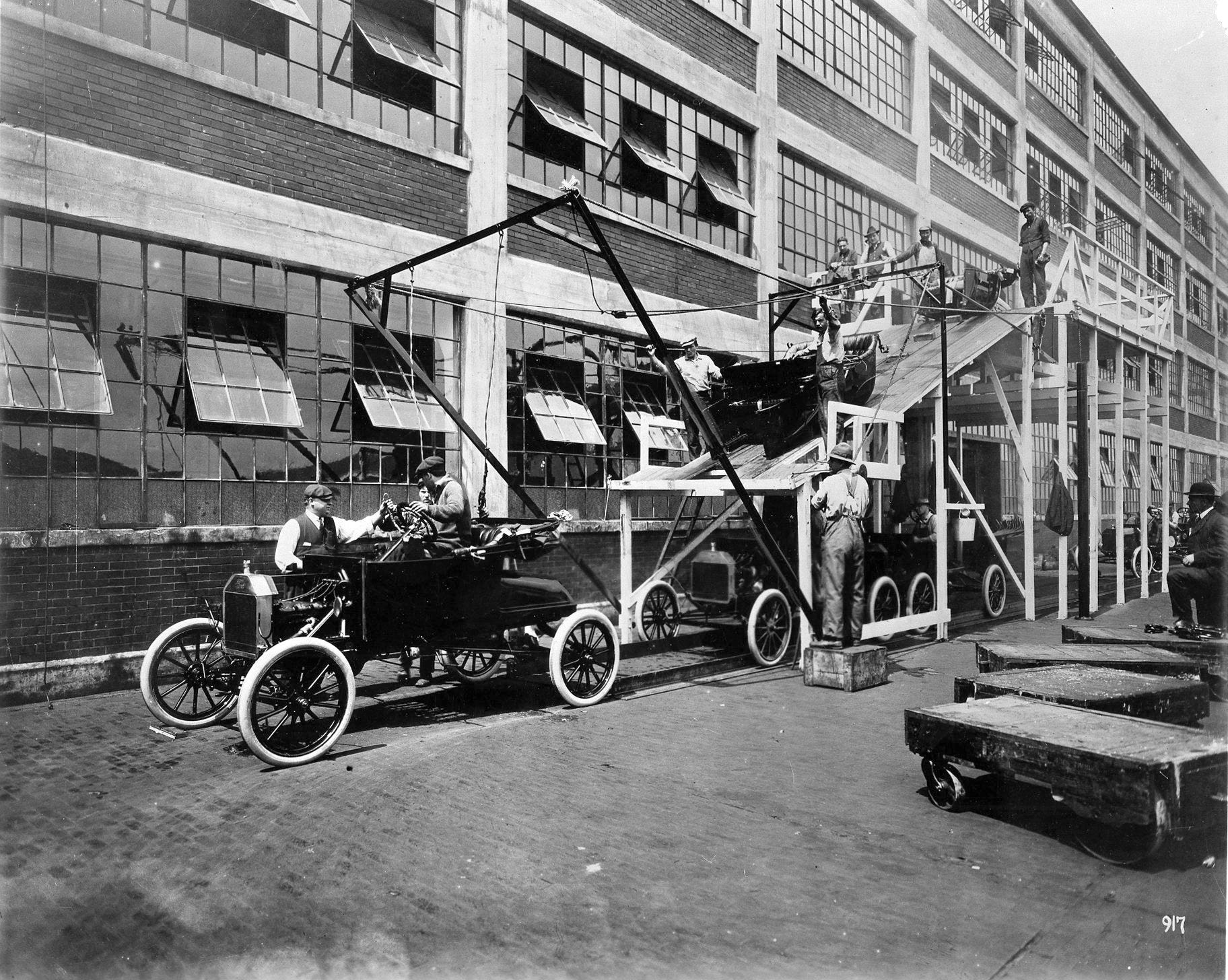
Ford assemblagelijn in 1913. Met de introductie van de lopende band werd voor het eerst massaproductie van een auto mogelijk.

De logistiek als vakgebied is afkomstig uit de krijgswetenschap. Hierbij stond voornamelijk de effectiviteit oftewel slagvaardigheid centraal. Napoleon voerde de functie van "Maréchal de Logis" in. Deze man was belast met het zoeken van onderkomens voor de troepen. Hieruit is het woord logistiek voortgekomen. Het heeft dus niets met logisch of logica te maken. Bij het uitvoeren van een militaire expeditie is het belangrijk dat de fronttroepen tijdig worden voorzien van nieuwe munitie, verse rantsoenen, brandstof, medische voorraden en reserveonderdelen. Omdat zelfs het sterkste leger het niet lang volhoudt als het voedsel of de wapens opraken, kon het tijdig aanvoeren van goederen de uitkomst van een oorlog bepalen. In het boek "Tactiek der drie wapens: infanterie, cavalerie en artillerie" uit 1833 werd logistiek als volgt beschreven: "De Logistiek is de kunst, om de marschen der legers wel voor te schrijven (en dit betekent hier iets anders dan bevelen), de orde der Troepen in de Kolonnes wel te combineren, alsmede het tijdstip van hun vertrek, hunne marsch-route (itineraire), en de middelen van verder gemeenschap, die nodig zijn, om hunne aankomst op ’t juiste ogenblik te doen plaats hebben, te bepalen, den tijd, welken een gegeven Troep, langs deze of die wegen tot dezen of genen marsch behoeft, te berekenen, enzv., enzv. Het is de dubbelzinnigste aller wetenschappen, en behoort, als een der voornaamste punten, tot de dienst van den Generalen Staf."

### Oudheid

#### Belang van logistiek
Tijdens de Trojaanse Oorlog gingen er volgens Homerus 1200 Griekse schepen naar Troje. Voor deze oorlog konden de Grieken echter niet genoeg voedsel en geld meenemen. Om die reden moesten zij ter plekke voedsel verbouwen en plundertochten houden. Door deze voedselproblemen konden de Grieken niet genoeg mensen stationeren waardoor de beslissende slag niet toegebracht kon worden aan de Trojanen. Hierdoor duurde de oorlog tien jaar lang. De Griekse historicus Thucydides (460 v.Chr. - 400 v.Chr.) beschreef dit en besefte het belang van de aan- of afwezigheid van een goede logistieke voorbereiding bij oorlogen.
Maar er is ook bewijs dat men nog vroeger al het belang inzag van een goede logistiek. In het epos van Homerus staan verzen over het nieuwe schild van Achilles. Daarin worden de reliefs beschreven. Het gaat over een belegerde stad, waarvan de inwoners niet een uitval doen op het vijandige kamp. In plaats daarvan doen zij een aanval op de kudde schapen en runderen in het veld. Blijkbaar hadden de belegerden door wat het belang was van deze kuddes. Dit werd niet alleen door de belegerden gerealiseerd. De belegeraars probeerden uit alle macht hun voedselvoorziening te redden, aldus Homerus.
De eerste grote militaire campagne in de oudheid was tijdens de Perzische Oorlogen. De Perzische koning Xerxes I trok in het jaar 480 v.Chr. met waarschijnlijk 100.000 soldaten naar een aantal Griekse steden. Door de omvang van het leger was de bevoorrading alleen mogelijk via het water, omdat het over de weg veel moeilijker was in die tijd. Daarom trok het leger langs de kust vergezeld door een vloot oorlogsschepen en vrachtschepen. Na een verloren zeeslag bij Salamis moest de Perzische koning zich terugtrekken, omdat hij bang was dat de verbindingen zouden worden afgesneden. Een restant van het Perzische leger werd verslagen, omdat zij, door de moeilijker geworden bevoorrading, waren gedwongen strijd te leveren op een voor hen ongunstig gebied.

### Napoleontische tijd
Napoleon kampte met logistieke problemen tijdens de Russische veldtocht van zijn "Grande Armée". Napoleon gebruikte normaal marketentsters om te kunnen voorzien in zaken als voedsel, kleding en wapens voor de soldaten. Deze dames omringden zichzelf door boevenbendes. Deze groep reisde mee met het leger en plunderde en bestal boeren in de omgeving om daarna de waren te verkopen aan het leger. Maar deze techniek kon niet toegepast worden op de dunbevolkte en arme Russische vlaktes. Napoleon Bonaparte zag dit probleem in en breidde daarom op de vooravond van de aanval het bevoorradingssysteem van het "Grande Armée" sterk uit. Ook verplichtte het probleem hem de veldtocht uit te stellen tot de oogst.

### Tweede Wereldoorlog

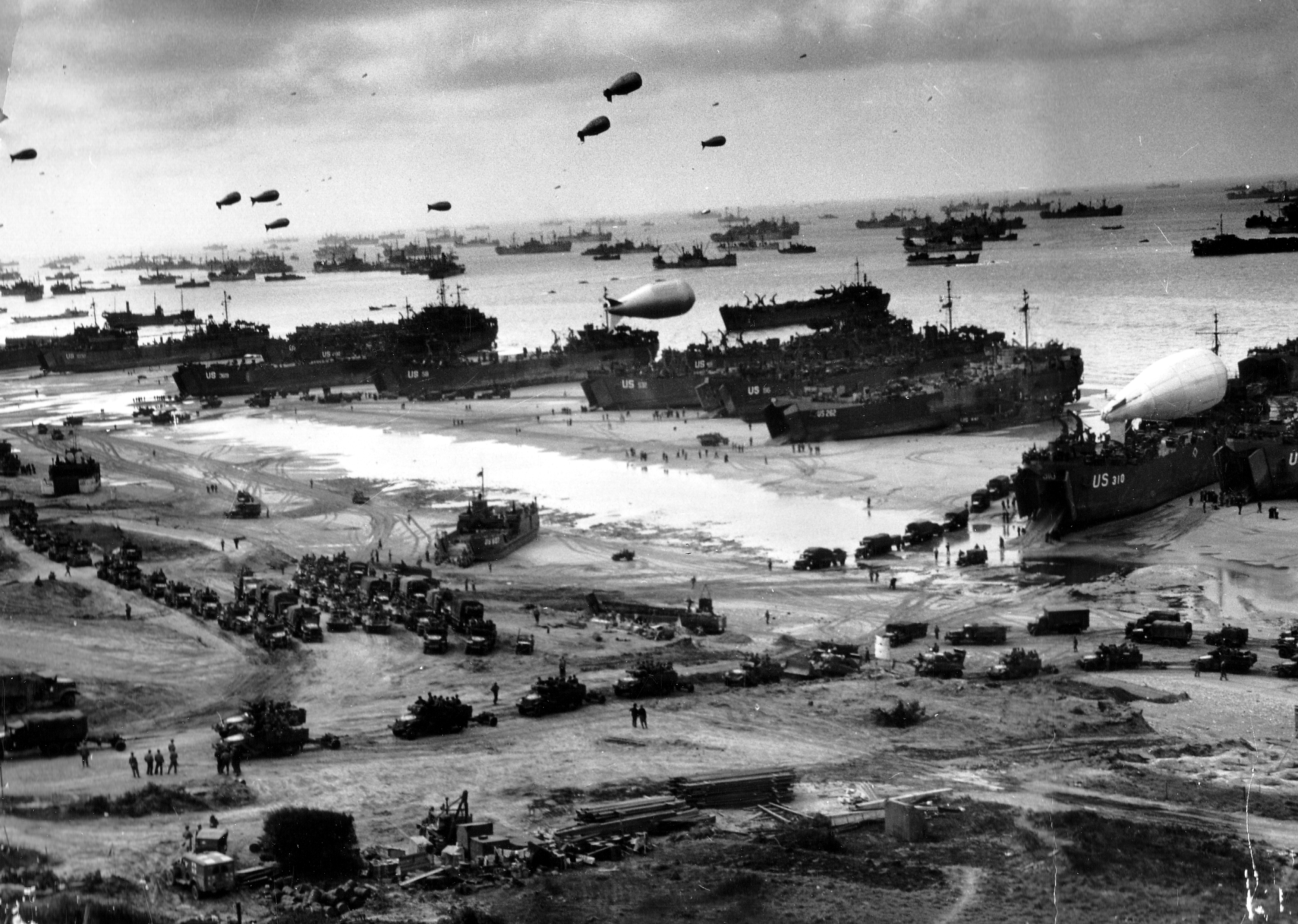
Logistiek in de Tweede Wereldoorlog. (invasie in Normandië)

Deze logistieke problemen kwamen ook duidelijk naar voren in de Tweede Wereldoorlog waarin het Duitse leger bij het oostfront zijn opmars in 1941 moest staken. Hierdoor kreeg het Rode Leger van de Sovjets tijd om zijn verdediging te reorganiseren en het volgende jaar de tegenaanval in te zetten.

## Inkooplogistiek
Inkooplogistiek of aanvoerlogistiek is een deelgebied van logistiek en is de afstemming tussen enerzijds de inkoop en anderzijds de logistiek. Het gaat hierbij om de inkoop van grondstoffen/halffabricaten en het transport van deze goederen. Wanneer een autofabrikant, een nieuw type auto wil produceren zijn er banden nodig. Als wordt gekeken wat voor soort banden nodig zijn, moeten de grootte, het materiaal, de kleur, oftewel de productspecificaties duidelijk zijn en de prijs wat een band mag kosten. Vervolgens wordt een leverancier geselecteerd die banden met deze eisen kan produceren. Met deze leverancier kan een contract worden opgesteld over de overeengekomen afspraken, maar is niet altijd nodig. Nadat de leverancier geselecteerd is kan de fabrikant de banden bestellen aan de hand van het aantal te produceren auto's. De bestellingen worden bewaakt en zodra deze binnenkomen worden ze als ontvangen ingeboekt en wordt het opgeslagen in het magazijn.
Het is belangrijk dat de inkoop soepel verloopt, zodat het bedrijfsproces van een onderneming niet stil komt te staan. Daarnaast moet de toeleveringsbron betrouwbaar zijn en moet een onderneming niet te afhankelijk zijn van een enkele leverancier. Het wegvallen van een belangrijke leverancier kan namelijk de continuïteit van een bedrijf in gevaar brengen, omdat het bedrijfsproces stil valt en het vinden van een vervangende leverancier vaak veel tijd kost. Vaak is voor een onderneming een stipte levering en een goede kwaliteit uiteindelijk voordeliger dan de laagste inkoopprijs van een product.
Kraljic (1983) maakt onderscheid tussen vier verschillende inkoopsituaties.
De vier inkoopsituaties zijn:
- Purchasing management: Producten uit deze groep, de normale producten, zijn eenvoudig verkrijgbaar bij vele leveranciers en hebben per eenheid een lage waarde. Voorbeelden van deze producten zijn bouten, moeren en spijkers. Doorgaans worden deze tegen een zo laag mogelijke prijs gekocht.
- Material management: Bij deze producten, opbrengstverhogende producten, is de laagste prijs niet meer het belangrijkste. Het soepel laten lopen van het productieproces wordt belangrijker geacht, waardoor besloten kan worden om kleinere hoeveelheden of just in time te bestellen. Dit kunnen producten zijn als autodeuren, die vaak just in time geleverd worden.
- Sourcing management: Producten uit deze groep, knelpuntproducten, verdienen extra aandacht omdat deze producten moeilijk te verkrijgen zijn. Een oorzaak kan een monopolist op de markt zijn of een structurele schaarste van producten. Een grote onderneming zou zelf deze producten kunnen produceren.
- Supply management: Met leveranciers van deze producten, de strategische producten kan verregaand samengewerkt worden. Producten uit deze groep vertegenwoordigen een belangrijke waarde in de kostprijs van het eindproduct en zijn afkomstig van één leverancier of komen uit een onstabiel land.

## Productielogistiek

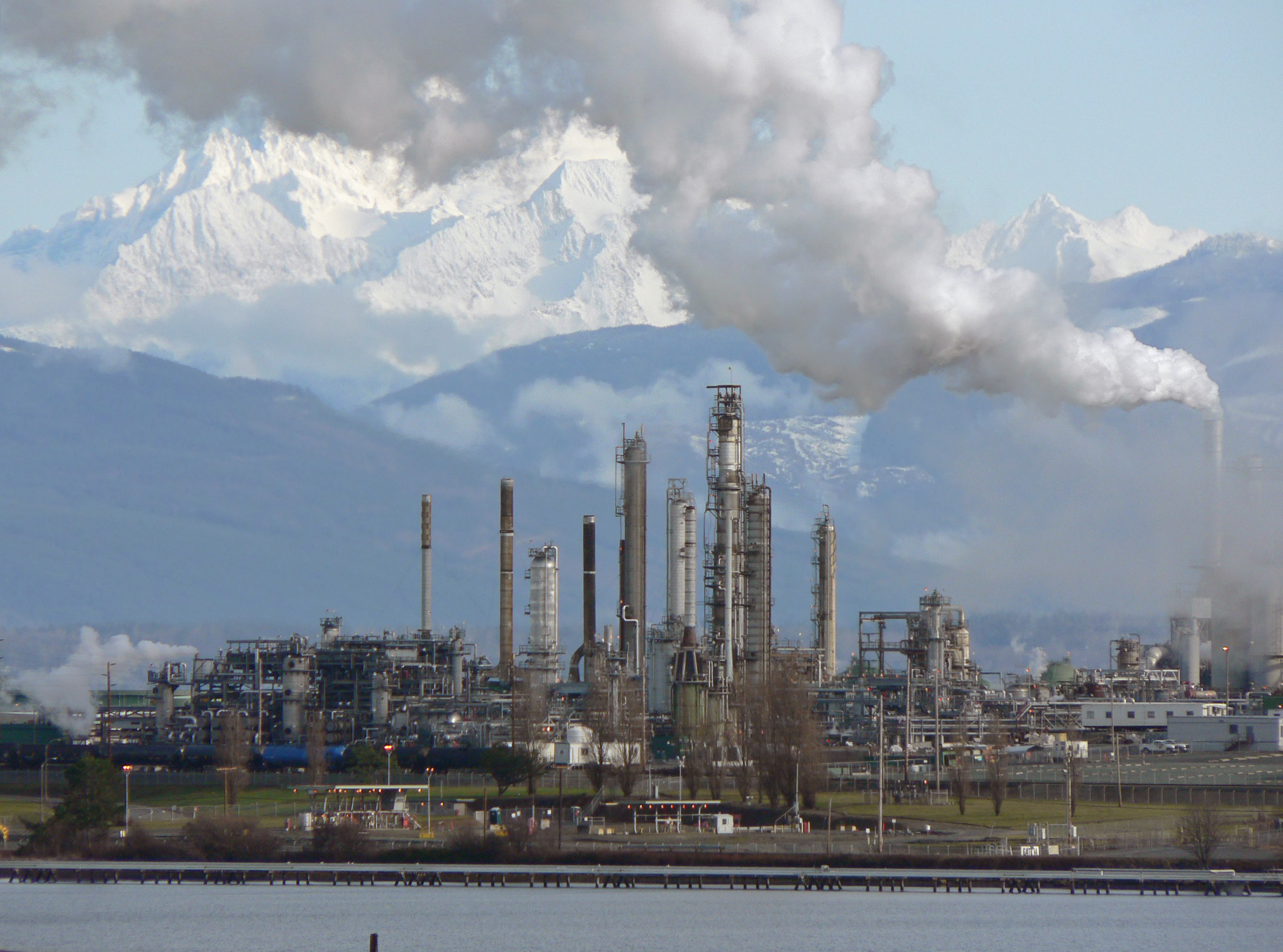
Een olieraffinaderij waar van ruwe aardolie meerdere soorten producten worden gemaakt zoals gasolie, kerosine, benzine en lpg.

Een ander deelgebied is productielogistiek. Productie is het voortbrengen van goederen. Soms kunnen die producten eenvoudig zijn, zoals papier, maar soms ook complex, zoals kopieerapparaten. Productielogistiek houdt zich bezig met het soepel laten verlopen van het productieproces, de juiste producten zonder veel verspillingen tegen een zo laag mogelijke prijs.

### Productiegrondvorm
Goederen kunnen op verschillende manieren door de fabriek bewegen. Men onderscheidt vijf verschillende manieren of productiegrondvormen:
- divergente productie komt vaak voor in de grondstoffen- en de procesindustrie waar van een enkel product meerdere producten geproduceerd worden.
- parallelle productie komt voor bij fabrieken waarbij twee stromen die niks met elkaar te maken hebben, langs elkaar heen geproduceerd worden.
- serieproductie komt voor bij bedrijven die maar één processtroom hebben, bijvoorbeeld een krantenpers.
- convergente productie komt voor bij bedrijven die complexe producten maken die uit veel verschillende producten zijn samengesteld. Dit kan bijvoorbeeld de productie van een booreiland zijn.
- convergente en divergente productie komt steeds vaker voor bij bedrijven. Producten die binnenkomen zijn samengesteld uit meerdere producten en hoeven alleen nog geassembleerd te worden. Dit noemt men modulaire opbouw, waarmee op een eenvoudige wijze meerdere varianten te maken zijn. Denk hierbij aan computers of andere huishoudelijke apparaten.[10]

### Regelmaat van de goederenstroom

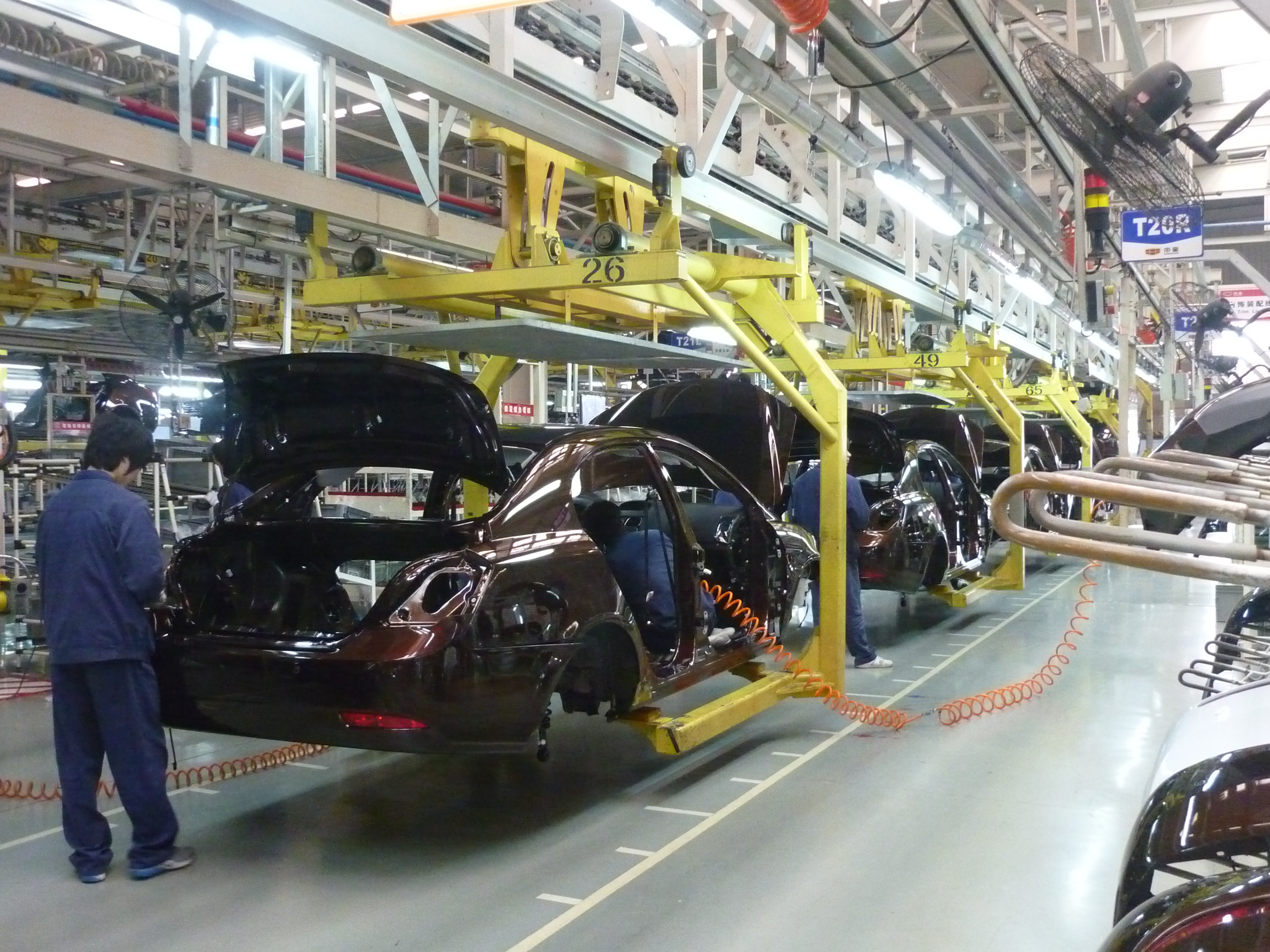
Lijnproductie waar auto's in elkaar gezet worden.

Naast de verschillen in grondvorm, zijn er ook verschillen in de regelmaat van de goederenstroom.
De meest aantrekkelijke vorm is de continue productie. Daarbij stromen de producten als het ware door het bedrijf zonder oponthoud en zonder voorraadvorming. Een voorbeeld van deze vorm van productie is een lopende band, ook wel lijnproductie genoemd. De bewerkingen die een product moet ondergaan op de lopende band zijn op elkaar afgestemd zodat de band dezelfde snelheid kan houden. Bij de productie van goedkopere auto's wordt deze vorm van productie vaak gebruikt, maar ook bij de productie van friet wordt deze vorm gebruikt.
Naast een continue productie is er ook de functionele indeling. Daarbij worden gelijksoortige bewerkingen gegroepeerd en in aparte afdelingen geplaatst. Deze vorm wordt vaak gebruikt wanneer de expertise van de productie nog niet ontwikkeld zijn of wanneer er milieuhinder aanwezig is. Processen die bijvoorbeeld stank veroorzaken worden bij elkaar gezet in een afgesloten ruimte. Bij dit systeem is het mogelijk verschillende type producten door elkaar te produceren is daarmee meer flexibel dan de continue productie.
De aansturing van een dergelijk systeem is complex en daardoor theoretisch aantrekkelijk, maar in de praktijk is vaak gebleken dat het niet werkt. Door de ontevredenheid over deze werkvorm is er een nieuwe vorm geïntroduceerd, de groepsgewijze fabricage.
De groepsgewijze fabricage is een samenvoeging van de continue productie en de functionele indeling. Bij de groepsgewijze fabricage staan de machines opgesteld zodat producten makkelijk door de productiehal kunnen stromen.
Bij de groepsgewijze fabricage wordt gebruikgemaakt van productiecellen. Dat zijn autonome groepen werknemers die verantwoordelijk zijn voor een deel van de productie of over een aantal bewerkingen, waardoor zij een zekere mate van vrijheid hebben over het indelen van hun werkzaamheden. Als groep krijgen zij opdrachten waar zij gezamenlijk op beoordeeld worden.
Het opzetten van een dergelijk systeem vergt veel voorbereiding, maar wanneer het staat worden vaak aanzienlijke reducties behaald van de doorlooptijd.

### Productieplanning
Voordat er productie kan plaatsvinden moeten de grondstoffen of halffabricaten bij de productielocatie aanwezig zijn. Omdat in de meeste gevallen de grondstoffen of halffabricaten niet direct aanwezig kunnen zijn op de productielocatie zal het transport van tevoren gepland moeten worden. Men moet nagaan hoeveel producten verkocht zullen gaan worden en daarop de productie bepalen.
Rond 1950 werd de productie nog handmatig gepland aan de hand van een kaartenbak. Daar stonden gegevens in over de voorraad. Bij veel bedrijven werd er gewerkt met meerdere kaartenbakken en vaak hing de kwaliteit van de gegevens af van de kunde van de medewerker die dit beheerde. Door het uitwisselen van deze kaarten ontstonden complexe papierstromen.
Met de komst van de computer werd de kaartenbak geautomatiseerd. Rond 1975 werd het Material Requirements Planning-concept (MRP I) geïntroduceerd. MRP-I kan gezien worden als een hulpmiddel voor de productieplanner. Bij MRP I wordt aan de hand van stuklijsten (Bill Of Material, BOM) en de verwachte vraag naar producten via het hoofdproductieplan (Master Production Schedule, MPS) berekend welke productieorders en inkooporders te verwachten zijn. De gevolgen van iedere wijziging in de verwachte vraag (meer of minder orders dan verwacht) kan meteen in het MPS en in het inkoopproces (aanvoer van grondstoffen/materialen) worden verwerkt.
Omdat MRP-I alleen rekening houdt met de behoefte aan materialen en niet kijkt naar de beschikbare capaciteit is eind jaren 70 Manufacturing Resource Planning (MRP II) geïntroduceerd. Naast het plannen van het materiaal wat bij MRP-I gebeurt, worden bij MRP II ook andere productiefactoren gepland zoals de beschikbare machines en mensen. Dit concept is dus een uitbreiding van MRP I tot een meer integraal plannings- en besturingsconcept. MRP-II is geschikt voor bedrijven met complexe producten en lange responstijden. Met succes is dit daarom toegepast bij producenten van vliegtuigen en industriële instrumenten.
Vanaf de jaren 90 wordt de planningssoftware bij veel bedrijven gekoppeld aan complete bedrijfsbesturingssystemen zoals die van SAP AG of Oracle. Deze worden ook wel ERP-pakketten genoemd (Enterprise Resource Planning) en zijn vaak erg complex. In de laatste jaren is de functionaliteit van ERP-systemen drastisch uitgebreid met bijvoorbeeld customer relation management (relatiebeheer en verkoopondersteuning), Supply Chain Management, Work Flow Management, enzovoorts. Deze tendens zet zich nog steeds voort; de ERP-systemen breiden zich steeds verder uit. Vrijwel alle bedrijfsfuncties worden inmiddels ondersteund.

#### Planning volgens just in time en kanban
De bovenstaande planningssystemen zijn niet voor alle producten even geschikt. Daarom is er in Japan een planningssysteem bedacht die uitgaat van het pull-mechanisme. Pull wil zeggen, dat men pas reageert met produceren als er vanuit de markt vraag naar is en niet op voorraad produceren. Dit vergt een snelle reactietijd.
Just in time (JIT) is een principe wat door Taiichi Ohno bedacht is die werkzaam was bij Toyota. De bedoeling hierachter is om levering en productie zodanig op elkaar af te stemmen dat er nauwelijks tot geen voorraden in een bedrijf nodig zijn. De leveringen gebeuren precies op tijd, dus er hoeft niets te worden opgeslagen. Bij de productie mocht men de onderdelen pas naar de volgende schakel brengen als zij daar klaar waren, wat zorgde voor een afname van de voorraadniveaus en kosten.
Kanban, Japans voor kaart of label, wordt vaak gebruikt in combinatie met JIT. Het is een eenvoudig en effectief systeem om de bevoorrading of productie te sturen. Kanban kan op verschillende manieren worden toegepast. Een eenvoudig voorbeeld hiervan bij bevoorrading is het "tweebakkensysteem" ook wel "Two Bin" genoemd. In een eerste bak ligt de werkvoorraad die men gebruikt voor de productie. In een tweede bak ligt een reservevoorraad. Zodra de eerste bak leeg is, haalt men de kanban uit de bak. Deze wordt als signaal voor herbevoorrading gebruikt. De tweede bak schuift nu naar voren. Als de herbevoorrading heeft plaatsgevonden, is het systeem weer in balans. Zodra de tweede bak leeg is, begint de herbevoorrading opnieuw met behulp van de steeds in de bak zittende kanban.
Deze manier van werken is vooral succesvol bij eenvoudige apparatuur, bijvoorbeeld fietsen of mobiele telefoons.

## Distributielogistiek

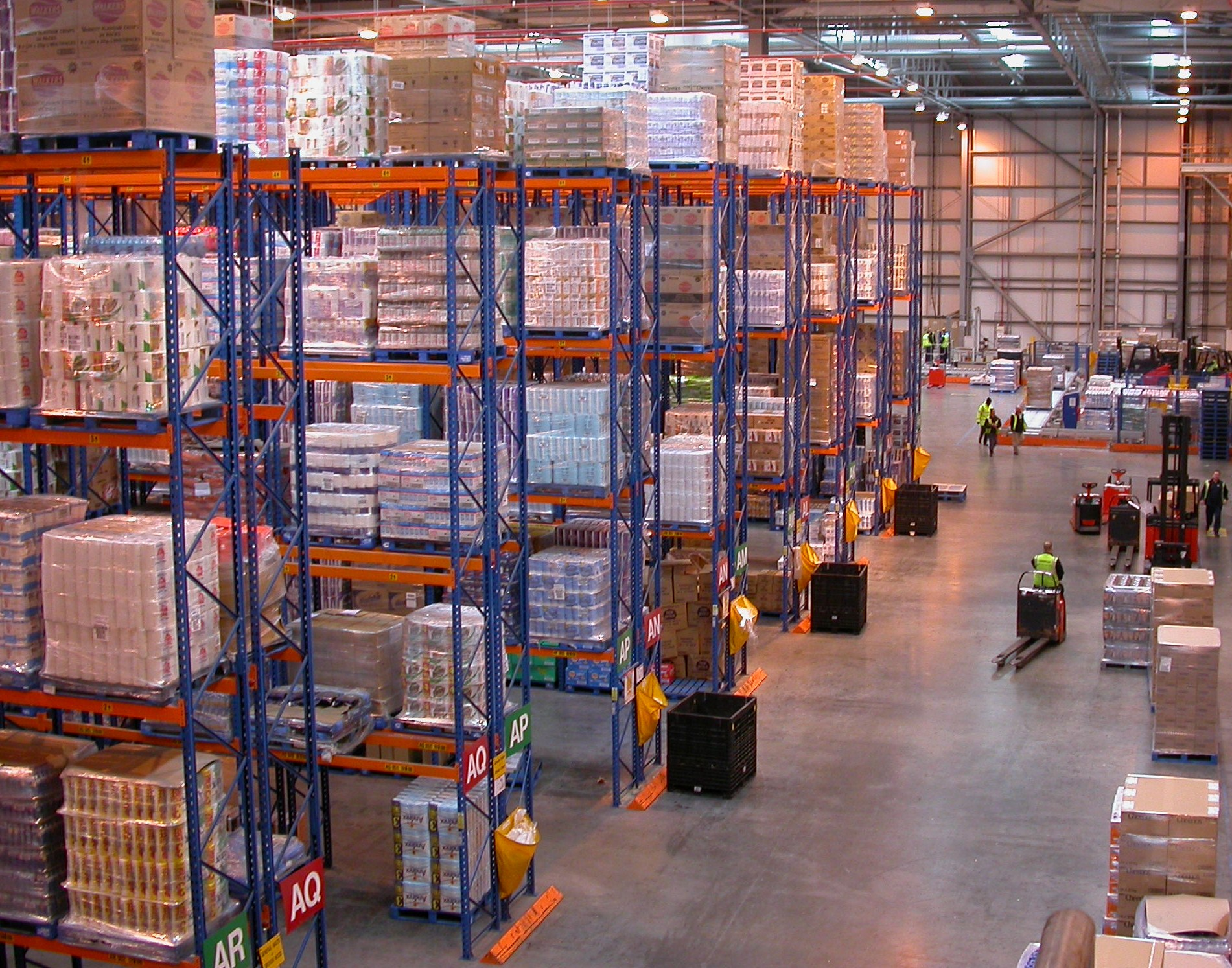
Distributiecentrum van een supermarktketen.

Distributielogistiek is de besturing en beheersing van het traject van een gereed product vanaf het eind van het productieproces tot aan de eindafnemer, bijvoorbeeld van fabriek tot winkel. De besturing van de distributielogistiek is een balans tussen drie deelsystemen, te weten voorraad gereed product, magazijnen en materials handling en extern transport. De manier waarop deze deelsystemen zijn georganiseerd, hangt af van het soort product en factoren als de vereiste servicegraad, beperking met betrekking tot transportroutes en de gewenste doorlooptijd. Maar ook hangt het af van de waardedichtheid van het product en de verpakkingsdichtheid.

### Grondvorm
De grondvorm van de distributie zegt iets over het aantal schakels die tussen de producent en de klant zitten. Als de producent en de klant in hetzelfde land gevestigd zijn kan de distributie direct zijn; dat wil zeggen rechtstreeks van de producent naar de afnemer. Een andere variant is de filiaaldistributie; daarbij zit er tussen de producent en afnemer een tussenschakel, een filiaal. De laatste variant is de indirecte distributie; daarbij zit er ten opzichte van de filiaaldistributie nog een tussenschakel in de keten, vaak in de vorm van een groothandel of een distributiecentrum.
Er is sprake van internationale distributie wanneer de productie en de markt zich in verschillende landen bevinden. Ook daarbij zijn weer verschillende varianten zoals onder andere het gebruik van een nationaal distributiecentrum. Bij een nationaal distributiecentrum worden de goederen vanuit de fabriek naar het distributiecentrum getransporteerd, waar de goederen worden opgeslagen en waaruit de klanten in het land worden beleverd. Een andere variant is tussen de producent en de afnemer een transitocentrum. Deze variant is vergelijkbaar met het nationaal distributiecentrum, alleen het verschil zit hem in de voorraad die bij de variant met een transitocentrum bij de producent ligt, terwijl bij de variant met het nationaal distributiecentrum de voorraad in het centrum ligt. Een andere variant is de directe en filiaaldistributie; hierbij worden de goederen direct getransporteerd naar de afnemer. De laatste variant is met een internationaal distributiecentrum. Bij een internationaal distributiecentrum worden klanten uit verschillende landen vanuit één distributiecentrum beleverd.

### Deelsystemen

#### Transport

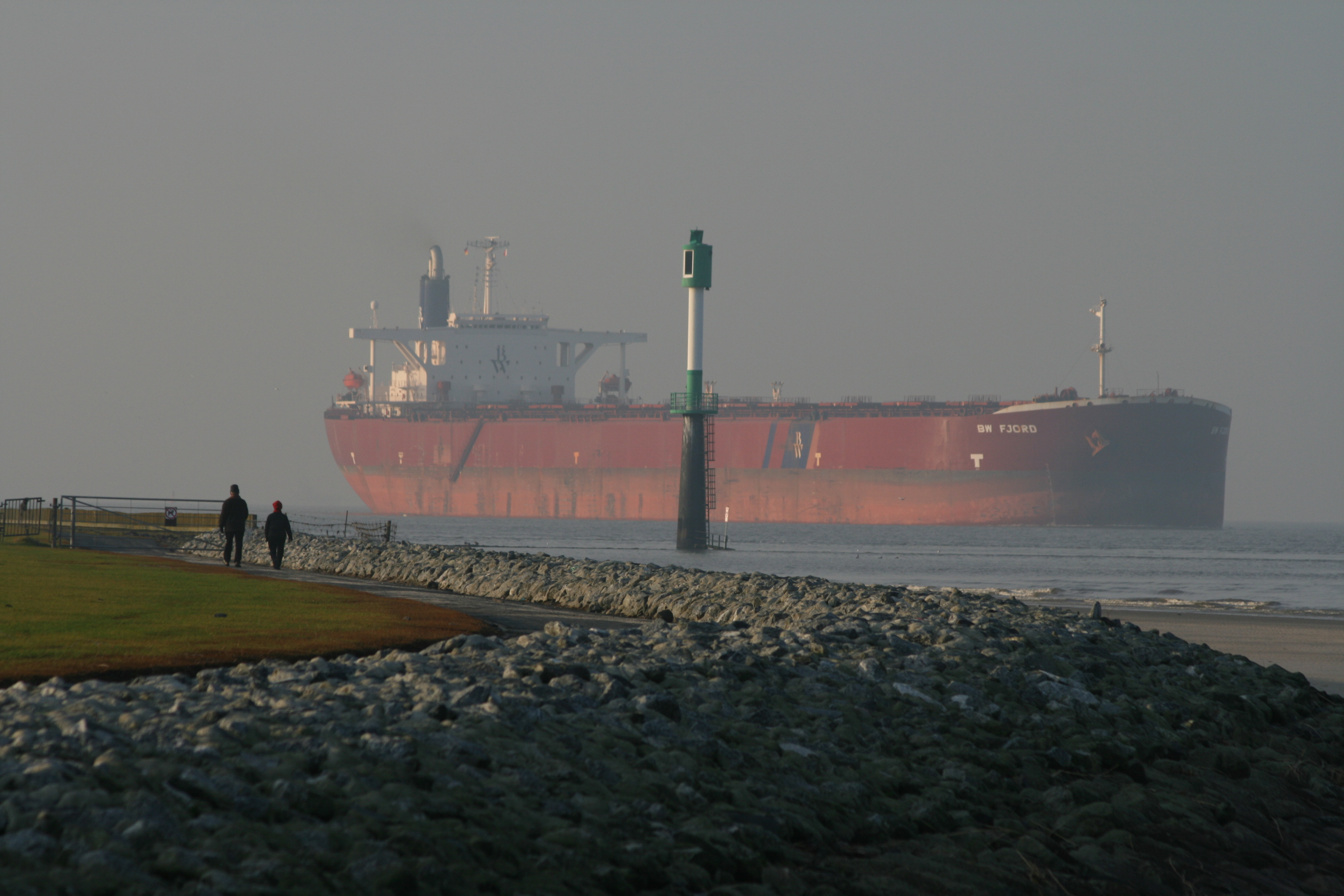
De bulkcarrier BW Fjord.

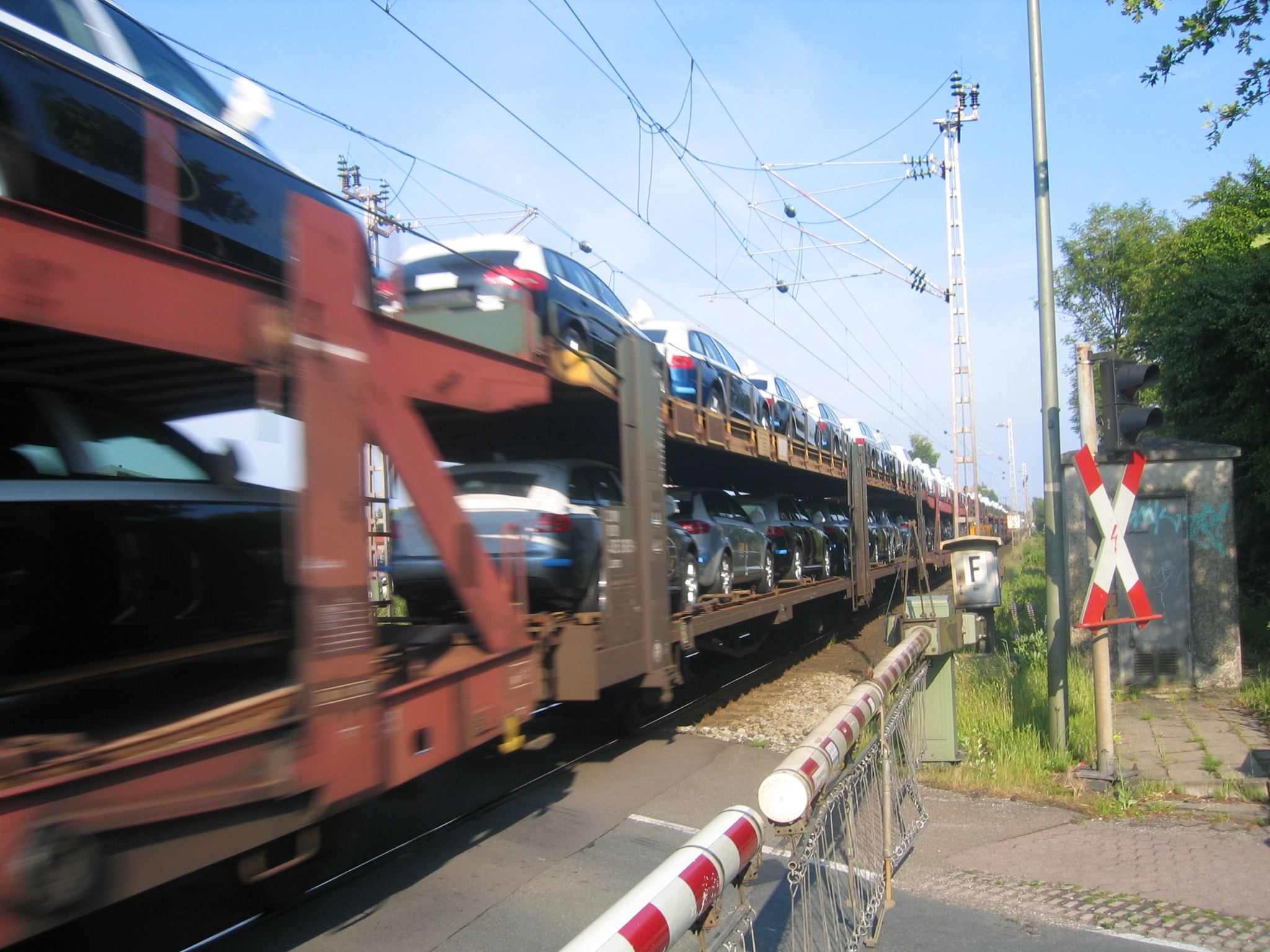
Trein met nieuwe auto's.

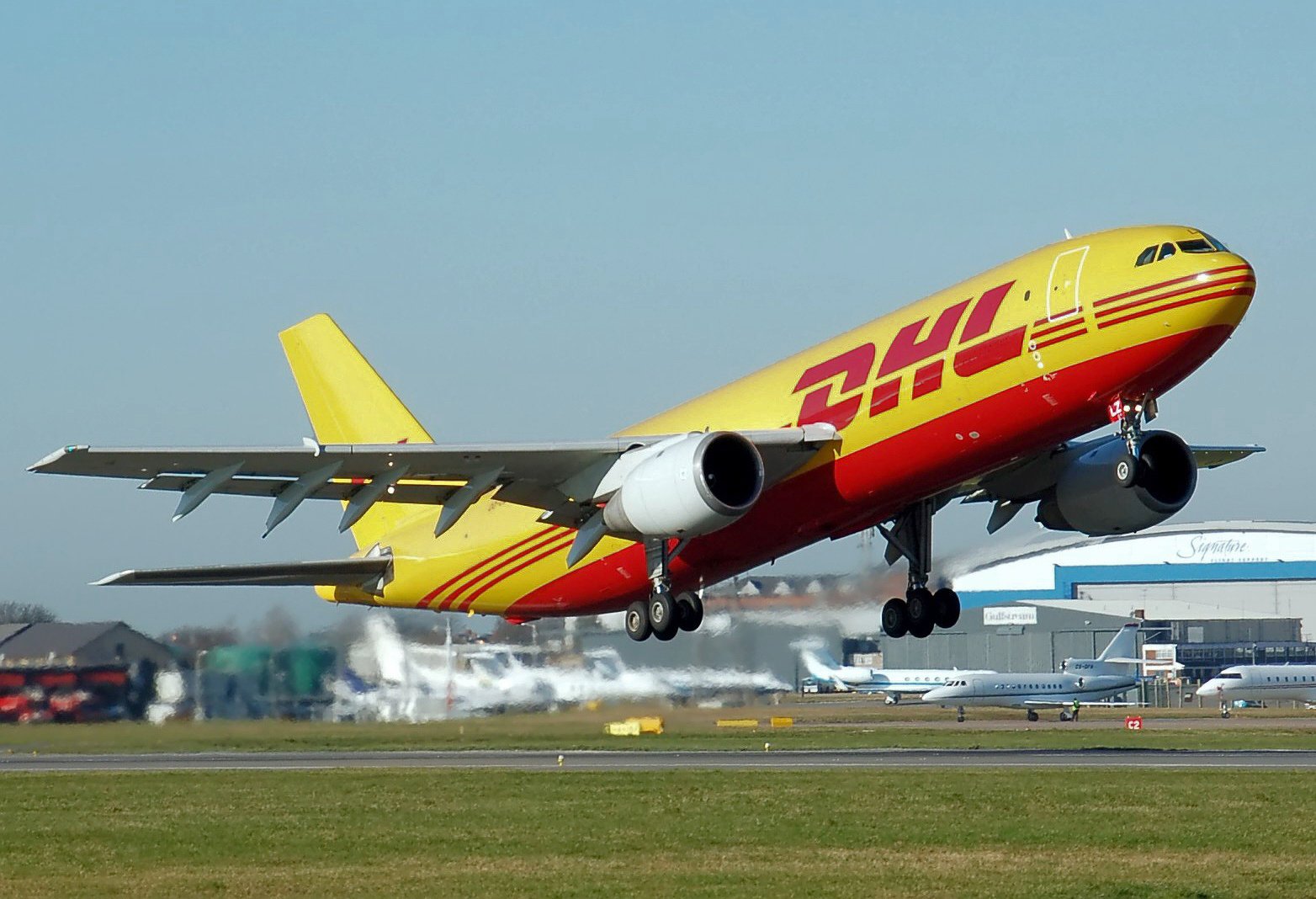
Vliegtuig van koeriersbedrijf en logistiek dienstverlener DHL.

Transport is de schakel tussen een onderneming en haar inkoop- en verkoopmarkten, of tussen een verlader, die het transport aanbiedt en een vervoerder, die het transport uitvoert. Grondstoffen waar een onderneming producten van maakt, moeten naar de fabriek en geproduceerde producten moeten naar de klant. Het transport kan op een vijftal manieren, ook wel modaliteiten genoemd: over de weg, per spoor, per schip, door de lucht of door een pijpleiding.
Iedere modaliteit heeft bepaalde voor- en nadelen en een onderneming maakt de afweging welke modaliteit voor haar product het meest geschikt is. De keuze van een bepaalde modaliteit, hangt onder andere af van de karakteristieken van het te vervoeren product. Karakteristieken kunnen zijn: waardedichtheid van een product, verpakkingsdichtheid, verschijningsvorm (fysieke toestand van een product: vast, vloeibaar, gas), volume/gewichtsverhouding en bederfelijkheid. Naast productkarakteristieken spelen ook andere factoren mee zoals de afleverlocatie, de afstand en de snelheid. Middels een transportmanagementsysteem kunnen bedrijven bepalen wat de optimale modaliteit en route is om goederen te distribueren.

##### Via de weg
In bijna alle transportketens is het vervoer over de weg noodzakelijk, omdat de meeste alternatieve modaliteiten niet bij de eindbestemming van de goederen kunnen komen. Omdat de kosten voor het vervoeren van goederen over de weg relatief duur zijn, is het voor bedrijven soms gunstiger om een andere modaliteit te kiezen of een mix van modaliteiten te kiezen. Het vervoeren over de weg wordt echter toch vaak gekozen, omdat deze vorm het meest flexibel is (t.o.v. andere modaliteiten). De vertrek- en aankomsttijden kunnen vrij bepaald worden, er zijn veel mogelijke transportbedrijven om tussen te kiezen en het is op korte termijn te regelen. Bij de andere transportvormen is de planning langer van ter voren noodzakelijk. Daarnaast is de snelheid met 40–70 km/uur zonder lossen of laden gemiddeld relatief hoog. Wel heeft deze modaliteit veel te maken met files op het wegennet, wat de betrouwbaarheid vermindert. In het binnenland is het gebruik van transport via de weg veelvoorkomend, maar toch komen er steeds meer beperkingen wat betreft het wegtransport zoals het invoeren van venstertijden en milieuzones in steden. 

##### Door de lucht
Het vervoer via de lucht is duur door de hoge kosten van een vliegtuig, het beperkte laadvermogen en de beperkingen met betrekking tot de aanwezigheid van luchthavens. Daartegenover is het vliegtuig de snelste modaliteit, hoewel de afhandeling op de terminals wel veel tijd kost. Vanwege de snelheid wordt het veel gebruikt voor goederen met een hoge waarde, zoals diamanten. De korte duur van het transport zorgt ervoor dat de verzekering over de waardevolle goederen niet lang hoeft door te lopen, wat kosten scheelt. Verder wordt het vliegtuig ook gebruikt voor goederen die kunnen bederven of vergaan en die over een lange afstand moeten worden vervoerd, een voorbeeld hiervan zijn bloemen.

##### Per spoor
De kosten voor het vervoer per spoor is ongeveer gelijk aan het vervoer per de weg en soms ook met binnenvaart. De snelheid bedraagt 80–100 km/uur zonder het lossen en laden. Het vervoer per spoor is geschikt voor zwaar transport en door de veiligheid ervan wordt het ook gebruikt voor gevaarlijke lading.

##### Over water
Het vervoer over water is het goedkoopst en vooral over de zee in vergelijking met de binnenvaart is het transport goedkoop. De globale snelheid van het vervoer per binnenvaartschip is 6–12 km/uur stroomopwaarts en 16–20 km/uur stroomafwaarts. De bruikbaarheid van een schip is het grootst van alle modaliteiten: een schip kan vrijwel alle soorten goederen in verschillende vormen en afmetingen vervoeren. Daarnaast zijn schepen vrijwel altijd gespecialiseerd in het vervoeren van een type product, zoals containers per containerschip, olie per olietanker, erts per bulkcarrier en auto's en vrachtwagens per roll-on-roll-offschip.

##### Multimodaal
Als goederen door één vervoermiddel getransporteerd wordt van producent naar klant, wordt dat ook wel unimodaal transport genoemd. Als er meerdere vervoermiddelen gebruikt worden, dan wordt dat multimodaal transport genoemd. Het meeste vervoer wordt multimodaal uitgevoerd en soms is dat zelfs noodzakelijk, bijvoorbeeld bij een zeeschip dat een haven aandoet, waarvan de goederen verder naar het achterland getransporteerd moeten worden. Andere mogelijke redenen voor het gebruik van multimodaal transport zijn kostenbesparingen, tijdsbesparingen, serviceverbetering of bepalingen van de overheid, als rijverboden of belastingmaatregelen.

## Technieken

### Voorraad
Voorraad is product dat stil ligt en het kan meerdere functies hebben. Zo kan voorraad een strategisch doel hebben, bijvoorbeeld olie die bewaard wordt in de Rotterdamse haven, om het later te gebruiken in het geval dat olie, door politieke ongeregeldheden, tijdelijk schaars wordt. Speculatieve voorraad wordt aangelegd indien een onderneming verwacht dat bijvoorbeeld de prijs van een grondstof als ijzererts tijdelijk erg zal stijgen. Om te voorkomen dat de onderneming tegen een hoge prijs de ijzererts moet inkopen heeft het een voorraad aangelegd tegen het normale bedrag. Buffervoorraad ontstaat als de aanvoer niet gelijk is aan de afvoer en goederen moeten wachten tot zij verder bewerkt kunnen worden. Het belang van voorraden voor de financiële positie van een onderneming wordt vaak onderschat. Deze focus wordt steeds belangrijker. Er wordt inmiddels ook wel gesteld dat voorraad een toekomstige debiteur is. Voorraad moet vroeg of laat namelijk omgezet worden in een levering aan een klant die bereid is er voor te betalen. 
In financieel opzicht is voorraad ook een onderdeel van het Du Pont Schema. Dat valt dan onder het kopje activa. Met het Du Pont schema kunnen financiële analyses gemaakt worden en het effect op het rendement van een onderneming worden weergegeven. Aan de hand van deze analyses kunnen logistieke maatregelen genomen worden. Zo kan er door invoering van een slimmere inkoop minder voorraad aangehouden worden en dat levert weer een hoger rendement op.

## Aspecten
Er zijn veel aspecten bij logistiek, in handel en industrie gaat het bij logistiek onder meer om:
- aanvoer van grondstoffen en onderdelen, in aangepaste verpakking,
- transporteren van goederen binnen een bedrijfslocatie (intralogistiek),
- magazijn- en voorraadbeheer,
- productieplanning,
- vervoeren van producten naar distributieknooppunten, en vandaar naar detailhandel en eindgebruikers,
- het plannen en voorbereiden van deze goederenstromen.

## Ontwikkelingen
Logistiek speelt op de volgende veranderingen in:
- Toenemende internationalisering, veelal gepaard gaande met schaalvergroting en concentratie van productie- en distributieactiviteiten;
- Toenemende mate van uitbesteding van niet-kerntaken; veelal horen logistiek relevante functies, zoals transport en opslag, daartoe.
- Vrachtuitwisseling wordt steeds vaker toegepast ten einde kostenvoordelen te halen.
- Circulaire logistiek waarbij producten na End of Life ontmanteld worden en in diverse productgroepen verder verwerkt worden om opnieuw producten hiervan te produceren.